# Obereppenried
Obereppenried ist ein Ortsteil des Marktes Winklarn (Verwaltungsgemeinschaft Oberviechtach) im Oberpfälzer Landkreis Schwandorf in Bayern und liegt in der Region Oberpfalz-Nord.

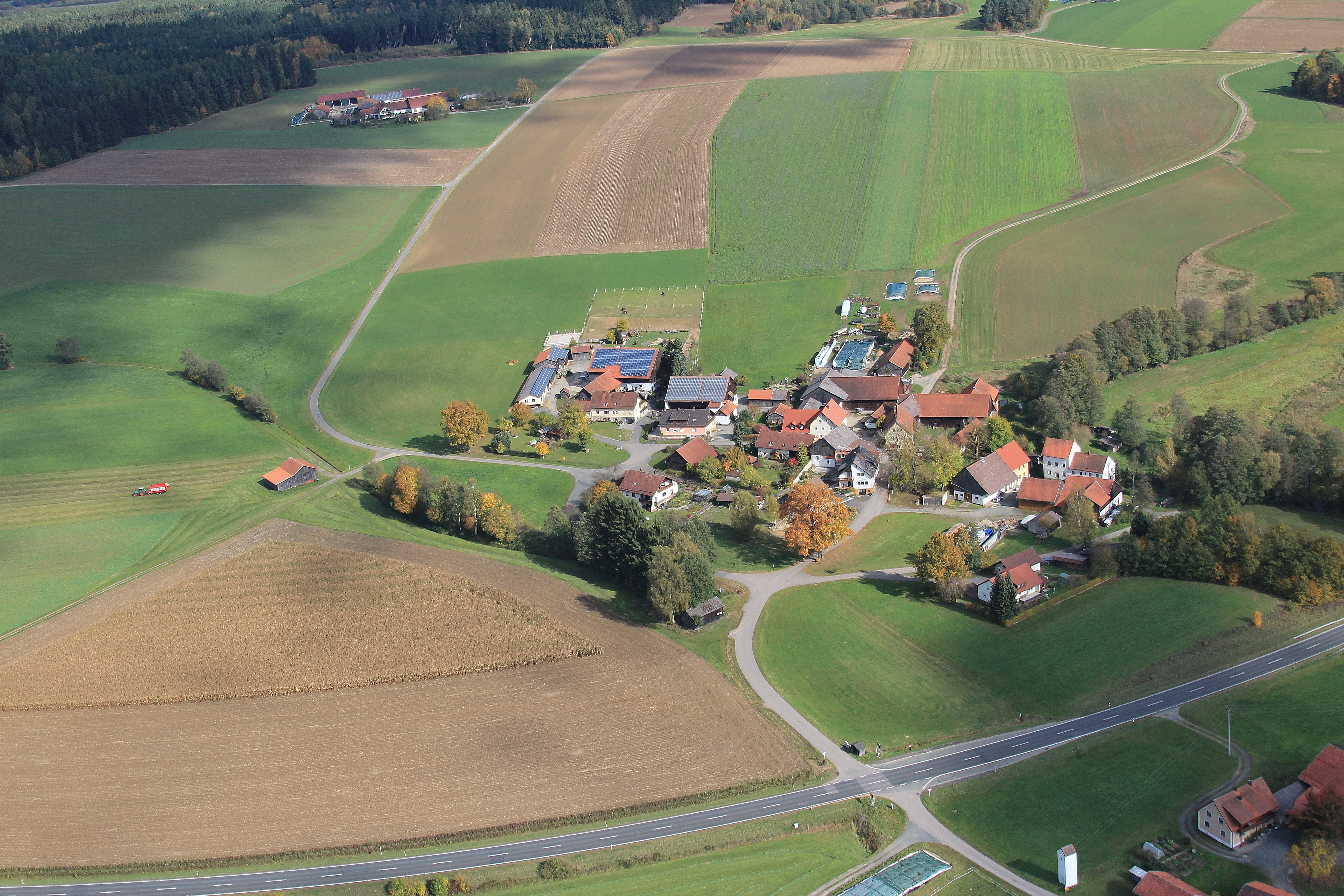
Obereppenried (2017)

## Geografie
Obereppenried liegt im Naturpark Oberpfälzer Wald, etwa 2 km nordöstlich vom Kernort Winklarn entfernt
am Ufer der Ascha und an der nördlichen Seite der Bundesstraße 22.
Zwischen Obereppenried, Gaisthal und Schneeberg liegen die Aschaauen mit feuchten bis dauernassen Böden.
Hier gibt es zahlreiche Weiher und Bruchwald.
Die Landschaft zwischen Winklarn und Obereppenried war früher eine Hutweide mit deren typischer Tier- und Pflanzenwelt.
Nachbarorte sind im Norden Fischerhof, im Südosten Winklarn, im Süden Untereppenried
und im Nordwesten Forst.

## Geschichte
Eppenried, später geteilt in Untereppenried südlich der B22 und Obereppenried nördlich der B22, wird im Musterungsprotokoll von 1587 erstmals schriftlich erwähnt.
Zum Stichtag 23. März 1913 (Osterfest) wurde Eppenried, bestehend aus Untereppenried und Obereppenried, als Teil der Pfarrei Winklarn mit 12 Häusern und 72 Einwohnern aufgeführt.
Am 31. Dezember 1990 hatte Obereppenried 38 Einwohner und gehörte zur Pfarrei Winklarn.